# Прелъстена и изоставена
„Прелъстена и изоставена“ (на италиански: Sedotta e abbandonata) е италианска комедия от 1964 година на режисьора Пиетро Джерми с участието на Саро Урдзи и Стефания Сандрели.

## Сюжет
Младата Аниезе е дъщеря на уважаван жител в провинциален сицилиански град. След непрекъснато преследване от страна на Пепино (който е годеник на по-голямата ѝ сестра) тя му се отдава, но и забременява. Баща ѝ организира издирване за извършителя, но не за отмъщение, а за да принуди съблазнителя де се ожени за Аниезе и така да възстанови скромната чест на семейството.

## В ролите
| Изпълнител        | Роля                  |
| ----------------- | --------------------- |
| Стефания Сандрели | Аниезе Аскалоне       |
| Саро Урдзи        | Дон Винченцо Аскалоне |
| Алдо Пулизи       | Пепино Калифано       |
| Ландо Буцанка     | Антонио Аскалоне      |
| Леополдо Триесте  | Барон Ризиери         |
| Лола Брачини      | Амалия Калифано       |
| Умберто Спадаро   | Братовчедът Аскалоне  |
| Роко Дасунта      | Орландо Калифано      |
| Паола Биджо       | Матилде Аскалоне      |